# Rašeliniště u Suchdola
Rašeliniště u Suchdola este o arie protejată (sit de importanță comunitară — SCI) din Republica Cehă întinsă pe o suprafață de 7,85 ha, integral pe uscat.

## Localizare
Centrul sitului Rašeliniště u Suchdola este situat la coordonatele 49°07′55″N 15°14′23″E / 49.131944°N 15.239722°E.

## Înființare
Situl Rašeliniště u Suchdola a fost declarat sit de importanță comunitară în noiembrie 2009 pentru a proteja 1 specie de plante.

## Biodiversitate
Situată în ecoregiunea continentală, aria protejată conține 2 habitate naturale: Ape puternic oligomezotrofe cu vegetație bentonică cu Chara spp., Mlaștini turboase de tranziție și turbării mișcătoare.
La baza desemnării sitului se află o specie protejată de  plante: Hamatocaulis vernicosus.